# Albert Michotte
Baron Edouard Albert Michotte van den Berck (13 octobre 1881, Bruxelles, Belgique - 2 juin 1965) était un psychologue belge, disciple de Wundt. Il succéda à Armand Thiéry au laboratoire de psychologie expérimentale de l'Université catholique de Louvain.
En 1923, il crée dans le cadre de la Faculté de philosophie et lettres de l'Université catholique de Louvain, l'École de pédagogie et de psychologie appliquée à l'éducation.